# All-TIME 100 Movies
All-TIME 100 Movies là danh sách 100 bộ phim được tạp chí Time đánh giá là xuất sắc nhất điện ảnh thế giới. Danh sách này do các nhà phê bình Richard Schickel và Richard Corliss thực hiện, trong đó các bộ phim được chọn chỉ xếp theo thời gian ra đời chứ không xếp hạng cao thấp.

## Danh sách
| TT             | Phim                                                       | Đạo diễn                      | Năm phát hành |
| -------------- | ---------------------------------------------------------- | ----------------------------- | ------------- |
| Thập niên 2000 |                                                            |                               |               |
| 01             | Truy tìm Nemo (Finding Nemo)                               | Andrew Stanton và Lee Unkrich | 2003          |
| 02             | Cidade de Deus                                             | Fernando Meirelles            | 2001          |
| 03             | Hable con ella                                             | Pedro Almodóvar               | 2002          |
| 04             | Bộ ba Chúa tể của những chiếc nhẫn (The Lord of the Rings) | Peter Jackson                 | 2001-2003     |
| 05             | Safar-e Ghandehar                                          | Mohsen Makhmalbaf             | 2001          |
| Thập niên 1990 |                                                            |                               |               |
| 06             | To Vlemma tou Odyssea                                      | Theodoros Angelopoulos        | 1995          |
| 07             | Trùng Khánh Sâm Lâm (重慶森林)                             | Vương Gia Vệ                  | 1994          |
| 08             | Túy quyền 2 (醉拳二)                                       | Lưu Gia Lương                 | 1994          |
| 09             | Pulp Fiction                                               | Quentin Tarantino             | 1994          |
| 10             | Bá Vương biệt cơ (霸王别姬)                                | Trần Khải Ca                  | 1993          |
| 11             | Danh sách của Schindler (Schindler's List)                 | Steven Spielberg              | 1993          |
| 12             | Léolo                                                      | Jean-Claude Lauzon            | 1992          |
| 13             | Không tha thứ (Unforgiven)                                 | Clint Eastwood                | 1992          |
| 14             | Goodfellas                                                 | Martin Scorsese               | 1992          |
| 15             | 'Miller's Crossing                                         | Joel Coen                     | 1990          |
| Thập niên 1980 |                                                            |                               |               |
| 16             | Dekalog                                                    | Krzysztof Kieślowski          | 1989          |
| 17             | Nayagan                                                    | Mani Ratnam                   | 1987          |
| 18             | Wings of Desire                                            | Wim Wenders                   | 1987          |
| 19             | The Fly                                                    | David Cronenberg              | 1986          |
| 20             | The Singing Detective                                      | Jon Amiel                     | 1986          |
| 21             | Brazil                                                     | Terry Gilliam                 | 1985          |
| 22             | The Purple Rose of Cairo                                   | Woody Allen                   | 1985          |
| 23             | Blade Runner                                               | Ridley Scott                  | 1982          |
| 24             | E.T. người ngoài hành tinh (E.T. The Extra-Terrestrial)    | Steven Spielberg              | 1982          |
| 25             | Berlin Alexanderplatz                                      | Rainer Werner Fassbinder      | 1980          |
| 26             | Mon oncle d'Amérique                                       | Alain Resnais                 | 1980          |
| 27             | Raging Bull                                                | Martin Scorsese               | 1980          |
| Thập niên 1970 |                                                            |                               |               |
| 28             | Chiến tranh giữa các vì sao (Star Wars)                    | George Lucas                  | 1977          |
| 29             | Taxi Driver                                                | Martin Scorsese               | 1976          |
| 30             | Barry Lyndon                                               | Stanley Kubrick               | 1975          |
| 31             | Chinatown                                                  | Roman Polanski                | 1974          |
| 32             | La Nuit américaine                                         | François Truffaut             | 1973          |
| 33             | Bố già phần I và phần II                                   | Francis Ford Coppola          | 1972 và 1974  |
| 34             | Aguirre, der Zorn Gottes                                   | Werner Herzog                 | 1972          |
| 35             | Le charme discret de la bourgeoisie                        | Luis Buñuel                   | 1972          |
| 36             | Hiệp nữ (俠女)                                             | Hồ Kim Thuyên                 | 1971          |
| Thập niên 1960 |                                                            |                               |               |
| 37             | C'era una volta il West                                    | Sergio Leone                  | 1968          |
| 38             | Bonnie và Clyde (Bonnie and Clyde)                         | Arthur Penn                   | 1967          |
| 39             | Mouchette                                                  | Robert Bresson                | 1967          |
| 40             | Ostře sledované vlaky                                      | Jiří Menzel                   | 1966          |
| 41             | Il buono, il brutto, il cattivo                            | Sergio Leone                  | 1966          |
| 42             | Persona                                                    | Ingmar Bergman                | 1966          |
| 43             | Bande à part                                               | Jean-Luc Godard               | 1964          |
| 44             | Dr. Strangelove                                            | Stanley Kubrick               | 1964          |
| 45             | A Hard Day's Night                                         | Richard Lester                | 1964          |
| 46             | Charade                                                    | Stanley Donen                 | 1963          |
| 47             | 8½                                                         | Federico Fellini              | 1963          |
| 48             | Lawrence of Arabia                                         | David Lean                    | 1962          |
| 49             | The Manchurian Candidate                                   | John Frankenheimer            | 1962          |
| 50             | Yojimbo                                                    | Kurosawa Akira                | 1961          |
| 51             | Psycho                                                     | Alfred Hitchcock              | 1960          |
| Thập niên 1950 |                                                            |                               |               |
| 52             | Les Quatre Cents Coups                                     | François Truffaut             | 1959          |
| 53             | Some Like It Hot                                           | Billy Wilder                  | 1959          |
| 54             | Pyaasa                                                     | Guru Dutt                     | 1957          |
| 55             | Sweet Smell of Success                                     | Alexander Mackendrick         | 1957          |
| 56             | Invasion of the Body Snatchers                             | Don Siegel                    | 1956          |
| 57             | The Searchers                                              | John Ford                     | 1956          |
| 58             | Bộ ba phim Apu                                             | Satyajit Ray                  | 1955-1959     |
| 59             | Sommarnattens leende                                       | Ingmar Bergman                | 1955          |
| 60             | On the Waterfront                                          | Elia Kazan                    | 1954          |
| 61             | Tokyo monogatari                                           | Ozu Yasujirō                  | 1953          |
| 62             | Ugetsu monogatari                                          | Mizoguchi Kenji               | 1953          |
| 63             | Ikiru                                                      | Kurosawa Akira                | 1952          |
| 64             | Singin' in the Rain                                        | Stanley Donen                 | 1952          |
| 65             | Umberto D.                                                 | Vittorio De Sica              | 1952          |
| 66             | Chuyến tàu mang tên dục vọng (A Streetcar Named Desire)    | Elia Kazan                    | 1951          |
| 67             | In a Lonely Place                                          | Nicholas Ray                  | 1950          |
| Thập niên 1940 |                                                            |                               |               |
| 68             | Kind Hearts and Coronets                                   | Robert Hamer                  | 1949          |
| 69             | White Heat                                                 | Raoul Walsh                   | 1949          |
| 70             | Out of the Past                                            | Jacques Tourneur              | 1947          |
| 71             | It's a Wonderful Life                                      | Frank Capra                   | 1946          |
| 72             | Notorious                                                  | Alfred Hitchcock              | 1946          |
| 73             | Les Enfants du Paradis                                     | Marcel Carné                  | 1945          |
| 74             | Detour                                                     | Edgar G. Ulmer                | 1945          |
| 75             | Double Indemnity                                           | Billy Wilder                  | 1944          |
| 76             | Meet Me in St. Louis                                       | Vincente Minnelli             | 1944          |
| 77             | Casablanca                                                 | Michael Curtiz                | 1942          |
| 78             | Công dân Kane (Citizen Kane)                               | Orson Welles                  | 1941          |
| 79             | The Lady Eve                                               | Preston Sturges               | 1941          |
| 80             | His Girl Friday                                            | Howard Hawks                  | 1940          |
| 81             | Pinocchio                                                  | Bill Roberts                  | 1940          |
| 82             | The Shop Around the Corner                                 | Ernst Lubitsch                | 1940          |
| Thập niên 1930 |                                                            |                               |               |
| 83             | Ninotchka                                                  | Ernst Lubitsch                | 1939          |
| 84             | Olympia                                                    | Leni Riefenstahl              | 1938          |
| 85             | The Awful Truth                                            | Leo McCarey                   | 1937          |
| 86             | Camille                                                    | George Cukor                  | 1936          |
| 87             | Le Crime de Monsieur Lange                                 | Jean Renoir                   | 1936          |
| 88             | Dodsworth                                                  | William Wyler                 | 1936          |
| 89             | Swing Time                                                 | George Stevens                | 1936          |
| 90             | Bride of Frankenstein                                      | James Whale                   | 1935          |
| 91             | It's a Gift                                                | Norman Z. McLeod              | 1934          |
| 92             | Baby Face                                                  | Alfred E. Green               | 1933          |
| 93             | King Kong                                                  | Merian C. Cooper              | 1933          |
| 94             | City Lights                                                | Charlie Chaplin               | 1931          |
| Thập niên 1920 |                                                            |                               |               |
| 95             | Chelovek s kino-apparatom (Человек с киноаппаратом)        | Dziga Vertov                  | 1929          |
| 96             | The Crowd                                                  | King Vidor                    | 1928          |
| 97             | The Last Command                                           | Josef von Sternberg           | 1928          |
| 98             | Metropolis                                                 | Fritz Lang                    | 1927          |
| 99             | Sunrise: A Song of Two Humans                              | F. W. Murnau                  | 1927          |
| 100            | Sherlock, Jr.                                              | Buster Keaton                 | 1924          |